# Tour du Tarn 1977
Il Tour du Tarn 1977, prima edizione della corsa, si svolse dal 29 al 31 marzo su un percorso di 564 km ripartiti in 3 tappe (la prima suddivisa in due semitappe), con partenza e arrivo a Castres. Fu vinto dal francese Jacques Esclassan della Peugeot-Esso-Michelin davanti ai suoi connazionali Bernard Hinault e Jean-Pierre Danguillaume.

## Tappe
| Tappa  | Data     | Percorso       | km    | Vincitore di tappa      | Leader cl. generale |
| ------ | -------- | -------------- | ----- | ----------------------- | ------------------- |
| 1ª-1ª  | 29 marzo | Castres > Albi | 106   | Jacques Esclassan       |                     |
| 1ª-2ª  | 29 marzo | Albi > Castres | 109,5 | Roland Berland          |                     |
| 2ª     | 30 marzo | Albi > Castres | 178   | Jean-Louis Danguillaume |                     |
| 3ª     | 31 marzo | Albi > Castres | 171   | Christian Seznec        | Jacques Esclassan   |
| Totale | Totale   | Totale         | 564   |                         |                     |

## Dettagli delle tappe

### 1ª tappa - 1ª semitappa
- 29 marzo: Castres > Albi – 106 km

| Pos. | Corridore                | Squadra     | Tempo    |
| ---- | ------------------------ | ----------- | -------- |
| 1    | Jacques Esclassan        | Peugeot     | 3h00'46" |
| 2    | Jean-Pierre Danguillaume | Peugeot     | s.t.     |
| 3    | Robert Bouloux           | Fiat France | s.t.     |

| Pos. | Corridore | Squadra | Tempo |
| ---- | --------- | ------- | ----- |

### 1ª tappa - 2ª semitappa
- 29 marzo: Albi > Castres – 109,5 km

| Pos. | Corridore         | Squadra  | Tempo    |
| ---- | ----------------- | -------- | -------- |
| 1    | Roland Berland    | Gitane   | 2h51'18" |
| 2    | Guy Sibille       | Peugeot  | a 10"    |
| 3    | Christian Muselet | Flandria | s.t.     |

| Pos. | Corridore | Squadra | Tempo |
| ---- | --------- | ------- | ----- |

### 2ª tappa
- 30 marzo: Albi > Castres – 178 km

| Pos. | Corridore               | Squadra | Tempo    |
| ---- | ----------------------- | ------- | -------- |
| 1    | Jean-Louis Danguillaume | Peugeot | 5h07'12" |
| 2    | Gérard Simonnot         | Peugeot | s.t.     |
| 3    | Maurice Le Guilloux     | Miko    | s.t.     |

| Pos. | Corridore | Squadra | Tempo |
| ---- | --------- | ------- | ----- |

### 3ª tappa
- 31 marzo: Albi > Castres – 171 km

| Pos. | Corridore         | Squadra | Tempo    |
| ---- | ----------------- | ------- | -------- |
| 1    | Christian Seznec  | Miko    | 3h51'31" |
| 2    | Jacques Esclassan | Peugeot | a 2'08"  |
| 3    | Bernard Hinault   | Gitane  | s.t.     |

| Pos. | Corridore                | Squadra | Tempo     |
| ---- | ------------------------ | ------- | --------- |
| 1    | Jacques Esclassan        | Peugeot | 14h53'27" |
| 2    | Bernard Hinault          | Gitane  | s.t.      |
| 3    | Jean-Pierre Danguillaume | Peugeot | s.t.      |

## Classifiche finali

### Classifica generale
| Pos. | Corridore                | Squadra                 | Tempo     |
| ---- | ------------------------ | ----------------------- | --------- |
| 1    | Jacques Esclassan        | Peugeot-Esso-Michelin   | 14h53'27" |
| 2    | Bernard Hinault          | Gitane-Campagnolo       | s.t.      |
| 3    | Jean-Pierre Danguillaume | Peugeot-Esso-Michelin   | s.t.      |
| 4    | Jacques Bossis           | Gitane-Campagnolo       | s.t.      |
| 5    | Robert Bouloux           | Fiat France             | s.t.      |
| 6    | Dominique Sanders        | Flandria-Velda-Latina   | s.t.      |
| 7    | René Bittinger           | Flandria-Velda-Latina   | s.t.      |
| 8    | Roger Legeay             | Lejeune-BP              | s.t.      |
| 9    | Raymond Poulidor         | Miko-Mercier-Hutchinson | s.t.      |
| 10   | Christian Seznec         | Miko-Mercier-Hutchinson | a 1'36"   |